# Das Sams (Film)

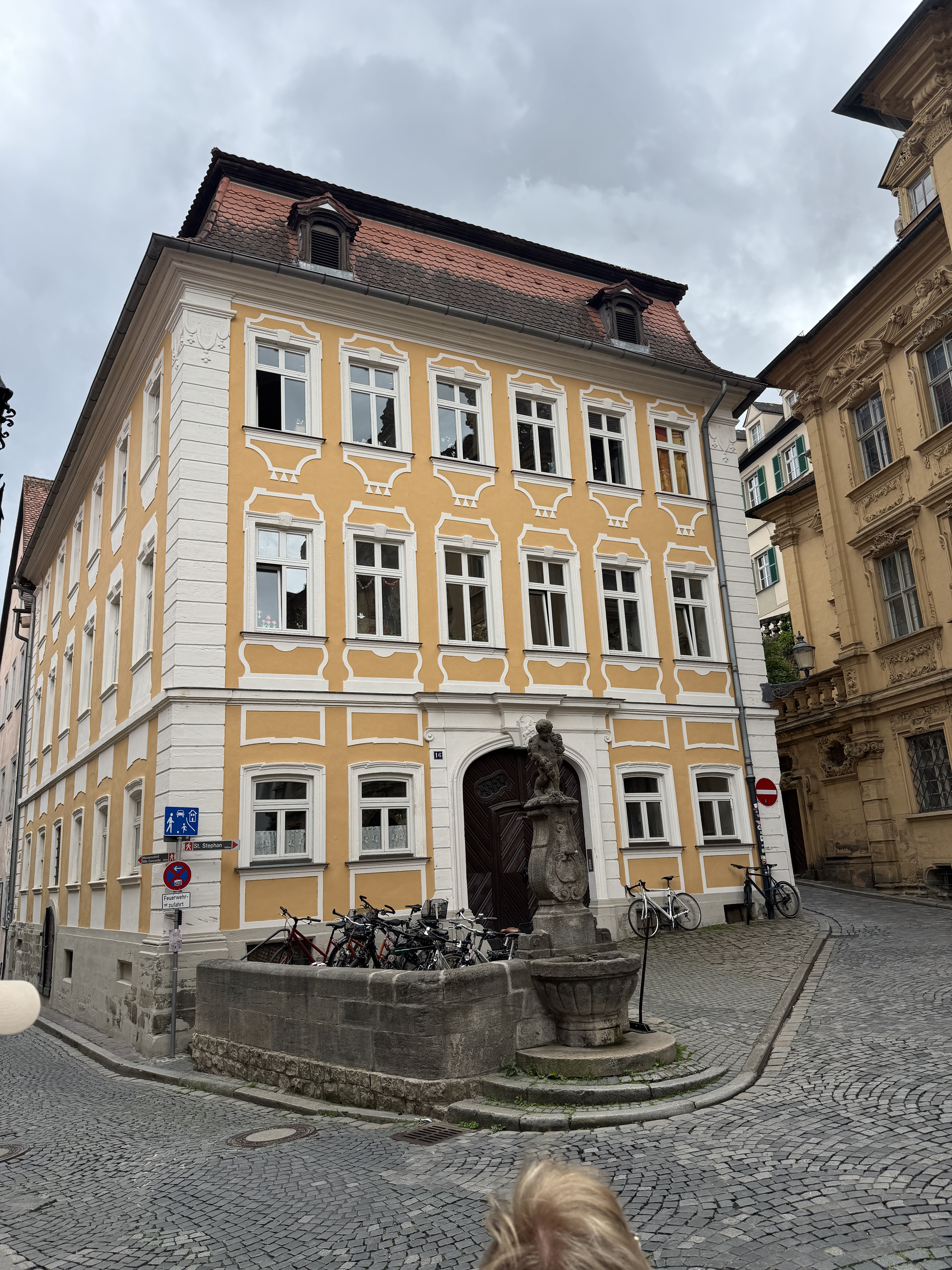
Das Sams-Haus in Bamberg

Das Sams ist ein deutscher Kinderfilm von Ben Verbong aus dem Jahr 2001. Die Literaturverfilmung entstand aus den ersten drei Bänden rund um das freche Fabelwesen Sams von Paul Maar, der zusammen mit Produzent Ulrich Limmer auch das Drehbuch zum Film verfasste. Die Dreharbeiten fanden in der oberfränkischen Stadt Bamberg statt.
Im Jahr 2003 erschien eine Fortsetzung namens Sams in Gefahr. Am 29. März 2012 folgte dann die zweite Fortsetzung unter dem Namen Sams im Glück.
1977 und 1980 wurden Geschichten des Sams bereits mit der Augsburger Puppenkiste verfilmt (siehe Liste der Produktionen).

## Handlung
An einem Samstag trifft der allein lebende, schüchterne und unsichere Herr Taschenbier auf dem Wochenmarkt ein merkwürdiges halbhohes Wesen, menschenähnlich, aber kein Mensch. Anhand des Wochentages folgert er, dass es ein Sams sein muss. Das Sams nennt ihn „Papa“, so dass er es mit nach Hause nimmt; da es ihm aber lästig ist, versucht er zunächst, es loszuwerden, bis er entdeckt, dass das Sams die Fähigkeit hat, auf magische Weise Wünsche zu erfüllen. Es trägt blaue „Wunschpunkte“ im Gesicht, jeder davon bewirkt eine Wunscherfüllung, sobald der Wunsch ausgesprochen wurde. Taschenbiers Wünsche führen im Folgenden zu etlichen lustigen Katastrophen, die meist nur durch einen weiteren Wunsch wiedergutgemacht werden können.
Als die Punkte zur Neige gehen, wünscht sich Taschenbier eine Wunscherfüllungsmaschine, die auch tadellos funktioniert, bis er und sein bester Freund Mon, den er eingeweiht hat, gleichzeitig zwei widersprüchliche Wünsche äußern. Durch die gegeneinander kämpfenden Wünsche wird die Maschine zerstört und das Sams an den Rand des Todes erschöpft, nur mit dem letzten Wunschpunkt kann Taschenbier es retten.
Das Sams weiß, wie man neue Wunschpunkte bekommt, doch dreht es den Vorgang so, dass die Rollen vertauscht werden: Nun hat Taschenbier die Punkte, und das Sams kann sie benutzen. Dass Taschenbier sich vollkommen in seine neue Kollegin Margarete März verliebt hat, macht das Sams eifersüchtig, und es versucht in seinen Wünschen, ein Näherkommen der beiden auf unterschiedliche Weise zu verhindern.
Gegen einen dieser Wünsche kämpft Taschenbier gewaltsam an, trotz der Erfahrung mit der Maschine und der Warnungen des Sams. Das kostet ihn so viel Kraft, dass er schließlich zusammenbricht und nur durch einen Kuss von Margarete März wieder zum Leben erweckt werden kann. Das Sams sieht ein, dass es falsch war, gegen die Liebe anzuwünschen, und die drei leben fortan als Familie zusammen.

## Unterschiede zum Buch
Der Film basiert weitestgehend auf den ersten drei Sams-Büchern, welche etwas gekürzt sind, um die Spielfilm-Länge nicht zu überschreiten.
Es gibt allerdings noch einige weitere Unterschiede.
- So bleibt das Sams von Grund aus für lange, es muss am nächsten Samstag nicht wieder gehen, es ging erst kurz nach der Geburt von Martin Taschenbier. Im Buch „Sams in Gefahr“ blieb das Sams aber auch länger.
- Herr Taschenbier wünscht sich von Frau Rotkohl Rinderbraten als Mittagessen, im Buch ist es Hähnchen mit Kartoffelsalat und Eis als Nachtisch.
- Die Wunschmaschine funktioniert sofort, als Herr Taschenbier sie herwünscht, wünscht aber auch dort nicht immer genau.
- Es kommen kaum Kinder im Film vor, der Grund ist unbekannt. In den Büchern gibt es unter anderem die Szene in der Schule sowie die, in der das Sams im Schwimmbad vor anderen Kindern prahlt, und auf dem Spielplatz, wo es Kindern eine erfundene Seefahrt-„Mordhai“-Geschichte erzählt.
- Herr Taschenbier versucht anfangs, das Sams loszuwerden, indem er es durch einen Trick in ein kleines Flugzeug packt. Diese Szene gibt es im Buch nicht, im Buch lässt Herr Taschenbier das Sams während eines Spaziergangs zurück, doch Taschenbier wurde das Sams nicht los, es kehrte sowohl im Film als auch im Buch zurück.
- Herr Taschenbier arbeitet in einer Schirmfabrik, während sein Beruf im Buch unerwähnt bleibt. Dafür wurde die Idee der Schirmfabrik in den darauffolgenden Sams-Bänden ebenfalls aufgenommen.
- Schon sehr früh im Film verliebt sich Herr Taschenbier im Fahrstuhl heimlich in Frau März.
- Gleichzeitig verliebt sich jedoch auch Herr Oberstein in Frau März und stellt in diesem Film auf gewisse Art einen Antagonisten dar. Dadurch entscheiden sich sowohl Herr Taschenbier als Frau März, am Ende des Buches nicht mehr für ihn zu arbeiten, was perfekt zum nächsten Sams-Film passt. In jedem der Bücher ist Herr Oberstein jedoch eine neutrale Figur.
- Dies führt auch dazu, dass die Szene im Schwimmbad, die normalerweise dem dritten Band entstammt, in dem Herr Taschenbier Wunschpunkte hat, stattfindet, während das Sams noch Wunschpunkte hat, da Herr Taschenbier unbedingt mutiger sein und Frau März mit Turmspringen beeindrucken möchte. Dies gelingt ihm auch, darauf jedoch folgt eine weitere neue Szene, in der das Sams behauptet, Herr Taschenbier lebe mit Frau Rotkohl (im Sinne einer Beziehung) zusammen.
- Umgekehrt findet die Restaurant-Szene statt, während Herr Taschenbier die Wunschpunkte hat. Da Frau März mit Herrn Oberstein an einem Tisch sitzt, möchte das Sams Herrn Taschenbier vor deren Augen blamieren, worauf eine weitere neue Szene folgt. Das Sams wünscht, dass im Restaurant Disco-Musik spielt und dass Herr Taschenbier dazu tanzt (Die Lieder, welche dort spielen sind u. a. „Sun Is Shining (Extended Club Mix) - Bob Marley“,  „Groovemaster - Jeff Newman“, „Queen of Clubs - Jay Michaels“ sowie „Och Aye - Steve Everitt“). Die Szene an der Würstchenbude wiederum entstammt dem Buch, nur ist es das Sams, das wünscht, dass die verkokelten Würstchen mit Ketchup, Senf und Majo bei Herrn Oberstein und Frau März und deren Gerichte an der Würstchenbude landen, im Buch ist es ein Ehepaar, das sich im Restaurant über Sams und Taschenbier beschwert hat, was die verkokelten Würstchen serviert bekommt. Dieser Wunsch führt jedoch dazu, dass sich Frau März und Herr Taschenbier gegen den Willen des Samses wieder versöhnen. Zur gleichen Zeit verlieben sich Frau Rotkohl und Herr Mon sowohl im Buch als auch im Film ebenfalls, im Film jedoch verzeiht Herr Mon Herrn Taschenbier erst jetzt.
- Die Szene, in der Herr Taschenbier sich versehentlich auf eine einsame Insel wünscht, folgt gleich auf die Schwimmbadszene, nachdem das Sams zu einem Bruch zwischen Herrn Taschenbier und Frau März geführt hat. Im Gegensatz zum Buch jedoch verleitet das Sams Herr Taschenbier mit einem Trick, die beiden auf die Insel zu wünschen. Zudem ist die Insel im Film im Gegensatz zu der vom Buch alles andere als traumhaft, sondern besteht lediglich aus Geröll.
- Herrn Lürcher kommen das Sams und Herr Taschenbier lediglich einmal in die Quere, als Herrn Taschenbiers Auto in dessen Haus landet. Im Buch wünschen sich Herr Taschenbier und das Sams außerdem fälschlicherweise auf Herrn Lürchers Dachboden, Herr Lürcher wird von Herrn Mohns Pagagei „Herr Kules“ zu Hause überrascht und findet in seiner Badewanne zudem Taschenbiers Schrank vor.
- Ebenfalls neu ist die Szene, in der das Sams sich in Herrn Taschenbier verwandelt, um als solcher Frau März’ Nase zu beleidigen. Diese Szene ist wohl dem (unverfilmten) vierten Band entnommen, in dem das Sams sich in Martin verwandelt.
- Frau März’ Kuss rettet Taschenbier vor dem sicheren Tod, im Buch sorgt das Sams mit einem Wunschpunkt dafür, dass es Herrn Taschenbier wieder gut geht, außerdem schleppt der gegen den Wunsch ankämpfende Taschenbier sich mit letzter Kraft an seinen Arbeitsplatz zu Frau März, während er im Buch diese auf der Straße trifft.

## Kritiken
Das Kind, das Taschenbier nie sein durfte, findet seine späte Verwirklichung im Sams, dessen Fähigkeit, Wünsche erfüllen zu können, die Handlung vorantreibt. Die Realisierung des Wunschkatalogs ist dem Stoff entsprechend angemessen low tech, nicht Effekt-überladen und eine reduzierte Alternative zu den Reizüberflutungen der Computergames und Pokémon-Trips.

  www.kino.de 
Mit viel Liebe zum Detail gelingt es den Filmemachern, den drolligen Charme der Buchvorlage auch auf die Leinwand zu zaubern. Anarcho-Humor und kindliche Zerstörungswut treffen auf wundervoll schrullige Charaktere und fantastisch-versponnene Ideen. Heraus kommt Familienunterhaltung im besten Sinne: warmherzig, ohne auf die Tränendrüse zu drücken, und putzig, ohne in niedliche Naivität abzurutschen.

  Björn Ahrens, TV-Movie 2001-22 
Einfallsreich inszenierte, witzig geschriebene, hervorragend fotografierte und bis in die Nebenrollen hinein ausgezeichnet gespielte Verfilmung eines Kinderbuch-Klassikers, die ihre pädagogische Botschaft vom Sinn und Unsinn von Wünschen unaufdringlich formuliert und Erwachsenen wie Kindern einen nachdenklich-unterhaltsamen Verhaltensspiegel vorhält.

  film-dienst 2001-21 

„In dem liebenswert schrulligen, unaufgeregt lustigen Knirpsfilmjuwel erlebt ein verschüchterter Herr Taschenbier allerlei Abenteuer mit dem rothaarigen Chaoszwerg.“

Die kongeniale Verfilmung des Kinderbuchklassikers. Da kichern auch die Eltern!

  Gernot Gricksch, TV-Today 2001-22 
Eine bunte und lustige Komödie, die dem Kinderbuch von Paul Maar in nichts nachsteht.

  Kino-News 2001-10 
Als würden Pan Tau und Pumuckl zusammen einen draufmachen: urkomisch, samsfidel und toll gespielt.

  Hörzu 2001-42 

## Auszeichnungen
Der Regisseur Ben Verbong und Schauspieler Ulrich Noethen erhielten 2001 den Bayerischen Filmpreis. 2002 bekam Das Sams den Deutschen Filmpreis in Gold, zudem erhielt Eva Mattes eine Auszeichnung als beste Nebendarstellerin.